# Sérgio Fernández
Sérgio Fernández Roda (Barañain, 1º aprile 1993) è un ostacolista spagnolo.

## Palmarès
| Anno | Manifestazione   | Sede      | Evento   | Risultato  | Prestazione | Note                                     |
| ---- | ---------------- | --------- | -------- | ---------- | ----------- | ---------------------------------------- |
| 2015 | Europei under 23 | Tallinn   | 400 m hs | 8º         | 1'06"32     |                                          |
| 2016 | Europei          | Amsterdam | 400 m hs | Argento    | 49"06       |                                          |
| 2016 | Europei          | Amsterdam | 4×400 m  | Batteria   | 3'04"77     |                                          |
| 2017 | Mondiali         | Londra    | 400 m hs | Batteria   | 50"38       |                                          |
| 2018 | Europei          | Berlino   | 400 m hs | 7º         | 48"98       | Miglior prestazione personale stagionale |
| 2019 | Mondiali         | Doha      | 400 m hs | Batteria   | 50"71       |                                          |
| 2021 | Giochi olimpici  | Tokyo     | 400 m hs | Batteria   | 51"51       |                                          |
| 2023 | Mondiali         | Budapest  | 400 m hs | Batteria   | 49"26       |                                          |
| 2024 | Europei          | Roma      | 400 m hs | Semifinale | 49"34       | Miglior prestazione personale stagionale |